# Electric Bath
Electric Bath ist das siebte Musikalbum des Jazz-Trompeters Don Ellis aus dem Jahr 1967. Es ist das erste Studioalbum mit seinem Orchester und markiert den Durchbruch im Werdegang des Musikers und Komponisten.

## Musikstil

Das Cover-Motiv von Electric Bath.
Das türkische Bad, 1862
von Jean Auguste Dominique Ingres

Wie für Ellis charakteristisch wird mit vielen Aspekten der Komposition und Instrumentierung experimentiert. Ellis integriert indische und orientalische Einflüsse, was Melodieführungen, Metren und Instrumentierung angeht und verwendet elektronische Musikinstrumente und Effektgeräte. So werden auf dem 5/4-taktigen Uptempo-Titel Indian Lady indisch inspirierte mit westlichen Elementen verschmolzen. Auf dem psychedelisch / sphärisch anmutenden Open Beauty kommen elektronische Effekte zum Einsatz. Hier spielt Don Ellis ein Solo mit der Echoplex-Trompete, einer innovativen Kombination aus akustischer Trompete und elektronischen Effektgeräten. (In den folgenden Jahren hat Ellis diese Erfindung zur Elektronischen Trompete weiter entwickelt.)
In den Linernotes schreibt Digby Diehl, der als Journalist für die New York- und Los Angeles Times tätig war:

„[...] Versuche, dir eine akustische Collage aus den Beatles, Karlheinz Stockhausen, Ravi Shankar und Leonard Feathers Encyclopedia of Jazz vorzustellen. Stell dir weiter vor, wie dieses Gebilde durch 21 hochenergetische, junge Talente, gequirlt wird, wie ein Rumpeln, bevor die Tür des Hochofens geöffnet wird. Diesen Umfang an Ideen und Intensität zeigt Electric Bath. [...]“

## Entstehungsgeschichte
Die Aufnahmen begannen 1967, nachdem Ellis mit seiner Big Band auf dem Monterey Jazz Festival für Furore gesorgt hatte und anschließend von Columbia Records unter Vertrag genommen wurde.
Während die vorgehenden Alben live aufgenommen wurden, war Electric Bath  für das Don Ellis Orchestra das erste Studioalbum und gleichzeitig das erste Album auf Columbia. Die Arbeit im Studio erlaubte es Ellis, jeden Aspekt der Aufnahme zu kontrollieren, was zu einer durchdachteren und anspruchsvolleren Produktionsweise führte.

## Rezeption des Albums
Electric Bath wurde für einen Grammy nominiert und erhielt 1968 die Auszeichnung Album des Jahres des Down Beat Magazins. Das Album erreichte Platz 8 der Billboard Jazz Charts. Der Song Indian Lady wurde zu einem der populärsten Titel der Band und als Erkennungsmelodie des Orchesters verwendet.
Henry Mancini schrieb über Ellis’ Album: 
„Mein Rock-orientierter Teenager-Sohn, Chris, und ich sind beide über Ellis’ neue Band ausgeflippt. Jedem, der zwei so gegensätzliche Pole gleichzeitig erreichen kann, muss Aufmerksamkeit gegeben werden, dem muss zuhört werden.“.
Cook und Morton verliehen im Penguin Guide to Jazz Electric Bath die Höchstnote und betonten, Ellis hätte mit diesem Album gezeigt, dass es möglich war, auf dem Höhepunkt der Rock-Revolution ein unterhaltsames Jazzalbum einzuspielen, das auch einem jüngeren Publikum gefällt.

## Titelliste
1. Indian Lady (Ellis) – 8:06
2. Alone (Leyvy) – 5:33
3. Turkish Bath (Myers) – 10:18
4. Open Beauty (Ellis) – 8:28
5. New Horizons (Ellis) – 12:22
6. Turkish Bath – single (Myers) – 2:52
7. Indian Lady – single (Ellis) – 2:58

Die LP enthält die Titel 1–3 auf der A-Seite und 4–5 auf der B-Seite. Die Titel 6 und 7, gekürzte Versionen von 1 und 3, wurden ursprünglich als Single veröffentlicht. Nur die CD-Edition von 1998 umfasst alle Titel.